# Macalpinomyces eragrostiellae
Macalpinomyces eragrostiellae är en svampart som beskrevs av Vánky & C. Vánky 1996. Macalpinomyces eragrostiellae ingår i släktet Macalpinomyces och familjen Ustilaginaceae.   Inga underarter finns listade i Catalogue of Life.